# Good Morning and... Goodbye!
Good Morning and... Goodbye! è un film del 1967, diretto da Russ Meyer. Chiuse il ciclo di film ambientati nella provincia rurale statunitense, iniziato nel 1964 con Lorna.
Il film ebbe dei problemi con la censura. Nel Kentucky fu sequestrato, e il proiezionista arrestato.

## Trama
Burt Boland (Stuart Lancaster) è un ricco uomo d'affari, impotente e frustrato, sposato con Angel (Alaina Capri), una giovane donna che lo umilia a causa della sua impotenza. Burt ha una figlia, Lana (Karen Ciral), avuta dalla prima moglie, che non sopporta Angel. Questa inizia a frequentare un giovane aitante, Stone (Patrick Wright), che in realtà sogna di sedurre Lana.
Girando per i boschi Burt s'imbatte in una misteriosa creatura (Haji), che gli dice di essere una ninfa che appare agli umani una volta all'anno. Attraverso un rituale, la ninfa risolve i problemi di Burt, che ritrova la propria virilità e riconquista Angel, riuscendo a cacciare Stone.